# Leone-Klasse
Die Leone-Klasse war eine Zerstörer-Klasse der italienischen Marine. Die Klasse bestand aus drei Zerstörern, die in den frühen 1920er-Jahren auf der Werft von Cantieri Ansaldo in Sestri Ponente gebaut wurden. Die Schiffe waren groß, schnell und gut bewaffnet.
Im Zweiten Weltkrieg waren die drei Zerstörer in Massaua in Eritrea stationiert und gingen am Ende des Ostafrikafeldzuges verloren.

## Baugeschichte
Die Schiffe wurden im Ersten Weltkrieg als Aufklärungskreuzer (italienisch esploratori leggeri) entworfen und waren eine vergrößerte Version der damals gebauten Zerstörer. Der ursprüngliche Bauauftrag von 1917 für fünf Schiffe wurde wegen der herrschenden Stahlknappheit zurückgestellt. 1920 erfolgte die endgültige Bestellung, aber die Bauaufträge für die Leopardo und die Lince wurden schon 1920 bzw. 1921 wieder storniert. Die drei verbliebenen Aufträge wurden auf der Werft von Cantieri Ansaldo in Sestri Ponente von 1921 bis 1924 gebaut.
Die drei Schiffe führten vier 12,0-cm-L/45-Zwillingsgeschütze der italienischen Bauart „Schneider-Canet-Armstrong 1918/19“ in kraftgetriebenen Türmen auf der Mittschiffslinie. Je ein Turm stand auf dem Vorschiff und am Heck; die beiden mittleren Türme standen zwischen den beiden Schornsteinen und zwischen dem hinteren Schornstein und einem hinteren Deckshaus. Als erste Zerstörer weltweit verfügten die Einheiten der Leone-Klasse über Zwillingsgeschütze. Sie verfügten damit nur über zwei Kanonen, die direkt nach vorn oder hinten schießen konnten, waren aber mit einer Breitseite von acht Kanonen bis Mitte der 1930er-Jahre den meisten Zerstörern der anderen Seemächte überlegen. Dazu wurden noch zwei Zwillings-Torpedorohrsätze vor und hinter dem dritten Artillerieturm installiert. Beim Kriegsbeginn hatten die Zerstörer zwei 4,0-cm-Flugabwehrgeschütze und zwei schwere Zwillings-Fla-Maschinengewehre der Bauart Breda; sie waren auch als Minenleger vorbereitet und konnten bis zu 50 Minen mitführen.

## Einsatzgeschichte
Als Ende der 1920er-Jahre die schnelleren Esploratori der Navigatori-Klasse in Dienst kamen, wurden die Einheiten der Leone-Klasse meist als Flottillenführer von zwei Zerstörergeschwadern (ital.: squadriglia cacciatorpediniere) eingesetzt.
Mitte der 1930er-Jahre wurden Leone, Panterea und Tigre für den Einsatz in tropischen Gebieten umgerüstet und 1935 im Zuge des Abessinienkrieges in der italienischen Marinebasis Massaua am Roten Meer in Eritrea stationiert. 1938 erfolgte ihre Einstufung als Zerstörer (ital. cacciatorpediniere).
Nach der italienischen Kriegserklärung an Frankreich und Großbritannien im Juni 1940, bildeten die drei Schiffe das 5. Zerstörergeschwader der italienischen Roten-Meer-Flotte (ital. Flotta del Mar Rosso). Neben ihnen waren in Massaua (Italienisch-Ostafrika) noch vier weitere Zerstörer, zwei ältere Torpedoboote, vier Kanonenboote, sieben Unterseeboote und fünf ältere Schnellboote stationiert, die von Konteradmiral Mario Bonetti vom Marineoberkommando Italienisch-Ostafrika (ital. Comando Superiore di Marina in Africa Orientale Italiana (Marisupao)) befehligt wurden. Bei den anderen Zerstörern handelte es sich um das 3. Zerstörergeschwader mit den 1926/27 fertiggestellten Nazario Sauro, Daniele Manin, Cesare Battisti und Francesco Nullo der Sauro-Klasse, die mit 1058 ts kleiner waren und nur über zwei Zwillingsgeschütze der Bauart Vickers-Terni verfügten. Die Einheiten der Regia Marina in Italienisch-Ostafrika blieben aber von der Heimat abgeschnitten und die Überwassereinheiten gingen alle während des Ostafrikafeldzugs verloren.
Ab dem 6. Juni 1940 begann die italienische Marine wegen des bevorstehenden Kriegsbeitritts mit der verstärkten Verlegung von defensiven Minensperren vor den italienischen Küsten; der Zerstörer Pantera verlegte daher am 7. Juni vor Assab zwei Sperren mit 110 Minen.

### Der Angriff auf den KonvoiBN 7
Zum ersten Gefecht der Zerstörer mit britischen Einheiten kam es am frühen Morgen des 21. Oktober 1940 als Leone und Pantera mit den Zerstörern Francesco Nullo und Nazario Sauro den Konvoi BN 7 angriffen. Sie erzielten einen unbedeutenden Artillerietreffer auf dem führenden Transporter des Konvois. Die australische Sloop Yarra konnte auf sie abgeschossenen Torpedos ausweichen. Als der Leichte Kreuzer Leander in das Gefecht eingriff, zogen sich die Italiener zurück. Leone, Pantera und Sauro konnten sich von den Briten lösen. Die Nullo wurde vom britischen Zerstörer Kimberley verfolgt, flüchtete in den Schutz der Küste und setzte sich schließlich bei der Insel Harmil auf Grund. Die Kimberley erhielt von einer Küstenbatterie zwei Treffer im Kesselraum und musste von der Leander abgeschleppt werden. Die Nullo wurde vor einer möglichen Bergung von Blenheim-Bombern der Royal Air Force zerstört.

## Verbleib
Die Zerstörer verblieben in Massaua, bis die Besetzung des Hafens durch britische Landstreitkräfte drohte. Sie erhielten dann den Befehl, am 31. März 1941 auszulaufen, um Ziele am Ende des Suezkanals anzugreifen. Ein derartiger Angriff bot zwar Erfolgsaussichten, würde aber auch den Verlust der Schiffe bedeuten, da sie keine eigene Basis erreichen konnten. Die Leone lief beim Auslaufen auf Grund, geriet in Brand und wurde von den Schwesterschiffen versenkt. Danach wurde entschieden, dass die beiden verbliebenen Einheiten nicht mehr bis nach Suez laufen sollten, da sie dort nicht rechtzeitig zu einem geplanten Angriff der deutschen Luftwaffe auf den Kanal eintreffen konnten. Sie sollten an einem ähnlichen Angriff der drei verbliebenen Zerstörer der Sauro-Klasse auf Port Sudan teilnehmen.
Der Verband der verbliebenen fahrbereiten Zerstörer lief am 2. April 1941 mit Pantera, Tigre sowie Manin, Sauro und Battisti zu dem Angriff gegen Port Sudan aus. Die Battisti konnte wegen eines Maschinenschadens bald den Anschluss nicht mehr halten. Am 3. Mai 1941 griffen etwa zehn Seemeilen vor Port Sudan Blenheim-Bomber der Royal Air Force sowie von Land eingesetzte Fairey Swordfish des Flugzeugträgers Eagle den Restverband an und versenkten Sauro und Manin. Die beiden anderen Zerstörer konnten entkommen. Pantera und Tigre versenkten sich selbst in der Nacht zum 4. Mai 1941 vor der arabischen Küste nahe Dschidda. Der britische Zerstörer Kingston zerstörte die in flachem Wasser versenkten Schiffe, um eine etwa geplante Bergung unmöglich zu machen. Die italienischen Besatzungen wurden in Saudi-Arabien interniert.

## Einheiten
| Name     | Kiellegung | Stapellauf | in Dienst  | Verbleib                                             |
| -------- | ---------- | ---------- | ---------- | ---------------------------------------------------- |
| Leone    | 23.11.1921 | 1.10.1923  | 1.07.1924  | am 1. April 1941 auf Grund gelaufen, selbst zerstört |
| Pantera  | 19.12.1921 | 18.10.1923 | 28.10.1924 | in der Nacht vom 3. zum 4. April 1941 selbstversenkt |
| Tigre    | 23.01.1922 | 7.08.1924  | 10.10.1924 | in der Nacht vom 3. zum 4. April 1941 selbstversenkt |
| Lince    | ohne       | ohne       | ohne       | Bestellung 1920 storniert. Kein Baubeginn.           |
| Leopardo | ohne       | ohne       | ohne       | Bestellung 1920 oder 1921 storniert. Kein Baubeginn. |